# 阿斯塔纳竞技场
阿斯塔納體育場是一座位於哈薩克阿斯塔納的綜合性體育場，為阿斯塔納足球俱樂部的主場。體育場於2009年7月3日完工，2011年亞洲冬季運動會的開幕式於此舉行。

## 外部連結
- Astana Arena on Skyscrapercity.com （页面存档备份，存于）
- 阿斯塔納體育場 （页面存档备份，存于）
- Astana Arena on ArcSpace.com （页面存档备份，存于）
- Astana Arena on WorldArchitectureNews.com